# Potatisbacken

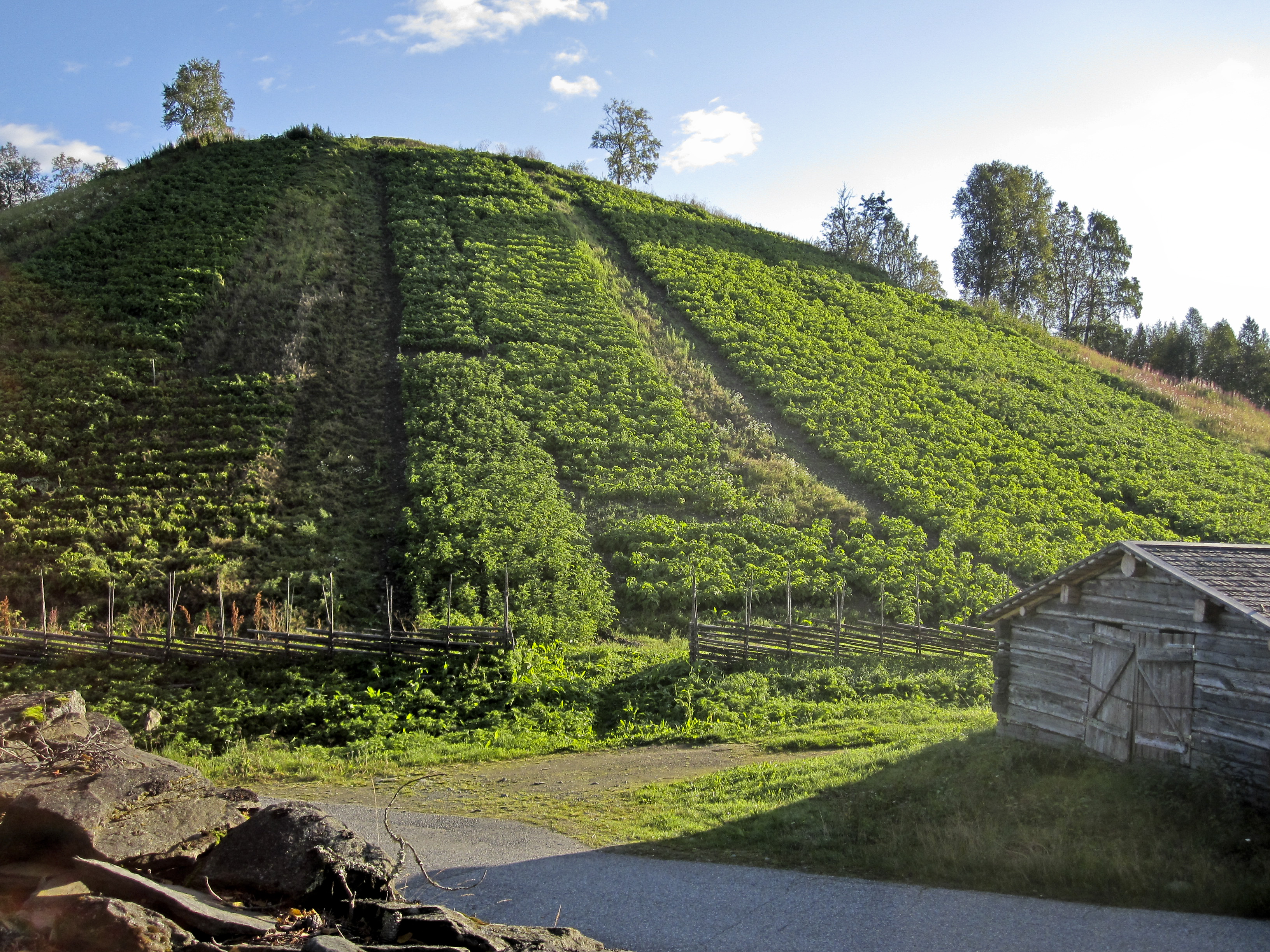
Potatisbacken, slutet av augusti

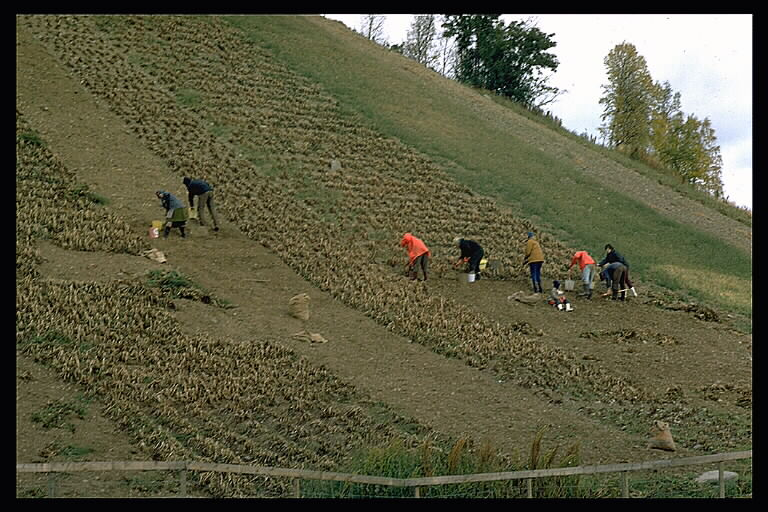
Potatisbacken, troligen slutet av 1970-talet.
Foto: Pål-Nils Nilsson

Potatisbacken är en potatisåker i Ammarnäs i Sorsele kommun.
Potatisbacken är en brant södersluttning på en moränkulle från istiden, som är gynnsam genom att höstfrosten kommer sent. Den började användas av Ammarnäs första aktive jordbrukare Lenny Marell, vilken övertog nybygget Övre Gautsträsk 1827. Backen harvas kollektivt i början av sommaren med hjälp av ett traktordrivet spel, medan odlingen i övrigt sker individuellt av byborna på ett tjugotal fördelade odlingslotter.
Den blev vald som "Sveriges åttonde underverk" av lyssnare på Sveriges Radio P4 år 2010.